# 타르투-발가선
타르투-발가 선(에스토니아어: Tartu–Valga raudtee)은 에스토니아의 타르투에서 시작하여 라트비아 국경과 인접한 발가를 잇는 철도 노선이다. 에델라라우드테에서 여객 열차를 운영하고 있다.

## 역사
타르투-발가 선은 1889년 리가-프스코프 선과 동시에 개업하였다. 에스토니아 구간은 발가-페초리였으며, 두 노선은 발가에서 서로 만났다.
2008년 4월 1일부터 엘바-발가 구간, 7월 1일부터 타르투-엘바 구간이 영업을 중지하고 노선 개량 공사를 하였다. 같은 해 10월 31일에 완공할 예정이었으나, 1년 가까이 지연된 2009년 12월 30일에 완공하였다. 완공 이후 시험 운행 당일 열차가 무료로 운행하였다. 2010년 1월 1일부터 운행 시간은 개량 이전보다 45분 가까이 감소하였으며, 일부 승강장은 폐역되었다. 개량 이전에 운행하였던 타르투-엘바 구간 열차는 모두 발가로 연장되었고, 라트비아의 리가-루가지 선 열차와 하루 1회 연계된다.